# Lehmann (släkt)
Lehmann är en dansk släkt, som enligt familjetraditionen härstammar från Böhmen.
Prästen i Haselau vid Elbe Johann Gottlieb Lehmann (1735—1807) var far till  deputeraden i Generaltoldkammer- och Kommercekollegiet, konferensrådet, Dr. phil Martin Christian Gottlieb Lehmann (1775—1856) och till apotekaren i Rendsborg Johann Carl Heinrich Lehmann (1780—1860). 
Konferensrådet var i sin tur far till politikern Peter Martin Orla Lehmann (1810-1870), till läkaren, professor Georg Carl Heinrich Lehmann (1815-1890), till översten Vilhelm Otto Valdemar Lehmann (1817-1894) och till amtsförvaltaren för Aarhus distrikt, medlemmen av appellationsrätten för hertigdömet Slesvig, konferensrådet Eduard Adolf Emilius Lehmann (1821—87).
De tre sistnämnda bröderna fortsatte släkten. Professorn var far till Nanna Magdalene Lehmann (född 1849), som gjorde sig känd som kompositör,  pianist och sångerska, och som var gift med kompositören, cand. polit. Axel Liebmann, till Carl Frederik Mozart Lehmann (född 1858), som 1910—17 innehade posten som borgmästare för Köpenhamns magistrats tredje avdelning, och till professor Johannes Edvard Lehmann. 
Översten var far till professor Alfred Georg Ludvig Lehmann och till sceninstruktören vid det kongelige Teater, cand. mag.
Julius Martin David Lehmann (f. 1861), som har skrivit och översatt en del dramatiska arbeten. Ovannämnde apotekare var far till politikern Theodor Heinrich Wilhelm Lehmann.